# Diboll
Diboll és una població dels Estats Units a l'estat de Texas. Segons el cens del 2000 tenia 5.470 habitants.

## Demografia
Segons el cens del 2000, Diboll tenia 5.470 habitants, 1.424 habitatges, i 1.107 famílies. La densitat de població era de 440,9 habitants/km².
Dels 1.424 habitatges en un 43,4% hi vivien nens de menys de 18 anys, en un 54,4% hi vivien parelles casades, en un 19,2% dones solteres, i en un 22,2% no eren unitats familiars. En el 20,6% dels habitatges hi vivien persones soles el 10% de les quals corresponia a persones de 65 anys o més que vivien soles. El nombre mitjà de persones vivint en cada habitatge era de 3,08 i el nombre mitjà de persones que vivien en cada família era de 3,57.
Per edats la població es repartia de la següent manera: un 27,2% tenia menys de 18 anys, un 10,7% entre 18 i 24, un 33,8% entre 25 i 44, un 19,6% de 45 a 60 i un 8,7% 65 anys o més.
L'edat mediana era de 32 anys. Per cada 100 dones de 18 o més anys hi havia 143,3 homes.
La renda mediana per habitatge era de 28.183 $ i la renda mediana per família de 31.524 $. Els homes tenien una renda mediana de 29.156 $ mentre que les dones 18.324 $. La renda per capita de la població era de 10.707 $. Aproximadament el 24% de les famílies i el 26% de la població estaven per davall del llindar de pobresa.

## Poblacions més properes
El següent diagrama mostra les poblacions més properes.